# فالسيني
فالسيني (بالإيطالية: Valsinni)‏ هي بلدية في مقاطعة ماتيرا في إقليم بازيليكاتا الإيطالي.

## السكان
في سنة 1861 بلغ عدد السكان 1٬960 نسمة، وتطور العدد ليصل في سنة 2011 لـ 1٬634 نسمة.
يظهر هذا المخطط البياني تطور النمو السكاني لـ فالسيني

## أعلام
- إيزابيلا دي مورا